# Darja Bavdaž Kuret
Darja Bavdaž Kuret   (1956) és una diplomàtica eslovena, científica social i defensora dels drets de la dona. Després de diversos llocs d'ambaixadora des de 1995, va ser nomenada Representant Permanent d'Eslovènia davant les Nacions Unides l'agost de 2017.